# Békés
Békés er en af de 19 provinser i Ungarn. Provinsen har et areal på 5.631 kvadratkilometer, og et indbyggertal (pr. 2001) på ca. 399.000. 
Békés' hovedstad er Békéscsaba, der også er provinsens største by.
46°44′15″N 21°02′41″Ø / 46.7375°N 21.04472°Ø